# Brock Yates
Brock Yates (Lockport, 21 ottobre 1933 – Batavia, 5 ottobre 2016) è stato un giornalista, sceneggiatore e scrittore statunitense.

## Biografia
Nato il 21 ottobre 1933 a Lockport dallo scrittore Raymond Francis Yates e da Marguerite Wendel, ha conseguito un Bachelor of Arts in storia all'Hobart College nel 1955.
Nel corso della sua lunga carriera è stato pilota d'auto, commentatore automobilistico televisivo, giornalista sportivo, autore di saggi e biografie, co-sceneggiatore di due pellicole cinematografiche, ma è principalmente ricordato per avere ideato la gara automobilistica non ufficiale e ai limiti della legalità Cannonball Baker Sea-To-Shining-Sea Memorial Trophy Dash.
Concepita nel 1971 come protesta per il nuovo limite di velocità considerato troppo lento, consisteva in una gara "coast to coast" da compiere nel minor tempo possibile e ha ispirato anche una serie di film.
Malato di Alzheimer dal 2007, è morto a 82 anni il 5 ottobre 2016 a Batavia.
Nel 2023 il suo libro Enzo Ferrari: The Man, The Cars, The Races, The Machine ha fornito il soggetto per il film Ferrari di Michael Mann.

## Opere (parziale)

### Saggi
- The Indianapolis 500: The Story of the Motor Speedway (1961)
- Sunday Driver (1972)
- The Decline and Fall of the American Automobile Industry (1983)
- Enzo Ferrari: The Man, The Cars, The Races, The Machine (1991)
- The Critical Path: Inventing an Automobile and Reinventing a Corporation (1996)
- The critical path (1996)
- Outlaw Machine: Harley-Davidson and the Search for the American Soul (1999)
- The Hot Rod: Resurrection of a Legend (2001)
- Cannonball! World's Greatest Outlaw Road Race (2003)
- NASCAR Off the Record (2004)
- Against Death And Time One Fatal Season In Racing’S Glory Years (2004)
- Umbrella Mike (2006)

## Cinema

### Sceneggiature
- Una canaglia a tutto gas (Smokey and the Bandit II), regia di Hal Needham (1980)
- La corsa più pazza d'America (The Cannonball Run), regia di Hal Needham (1981)

### Adattamenti cinematografici
- Ferrari, regia di Michael Mann (2023)

## Premi e riconoscimenti
Motorsports Hall of Fame of America
- Introdotto nel 2017[8]